# Чернов, Георгий Николаевич
Георгий Николаевич Чернов (1916-1944) — лейтенант Рабоче-крестьянской Красной Армии, участник Великой Отечественной войны, Герой Советского Союза (1945).

## Биография
Георгий Чернов родился в 1916 году на хуторе Нюргечи (ныне — Комсомольский район Чувашии). С 1922 года проживал в посёлке Волга Первомайского района Алтайского края, окончил семь классов школы, работал в колхозе. 
В 1938—1940 годах проходил службу в Рабоче-крестьянской Красной Армии. Демобилизовавшись, проживал и работал в Барнауле. 
В 1942 году Чернов повторно был призван в армию. Ускоренным курсом окончил пехотное училище. С июня 1942 года — на фронтах Великой Отечественной войны. В боях был тяжело ранен.
К августу 1944 года лейтенант Георгий Чернов командовал ротой 645-го стрелкового полка 202-й стрелковой дивизии 27-й армии 2-го Украинского фронта. Отличился во время освобождения Румынии. 
20 августа 1944 года в бою за деревню Берлешти рота Чернова нанесла немецким войскам большие потери. 21 августа 1944 года рота штурмом взяла высоту к юго-западу от деревни Ербичении к северо-западу от Ясс и, закрепившись на ней, отразила пять немецких контратак. Во время отражении очередной контратаки Чернов получил тяжёлое ранение и был взят в плен. В тот же день он был заживо сожжён.
Указом Президиума Верховного Совета СССР от 24 марта 1945 года за «образцовое выполнение заданий командования и проявленные мужество и героизм в боях с немецкими захватчиками» лейтенант Георгий Чернов посмертно был удостоен высокого звания Героя Советского Союза. Также был награждён орденом Ленина и медалью.

## Память
Бюсты Чернова установлены в Барнауле, в Новоалтайске и на малой родине, в деревне Нюргечи.